# Ruger Old Army

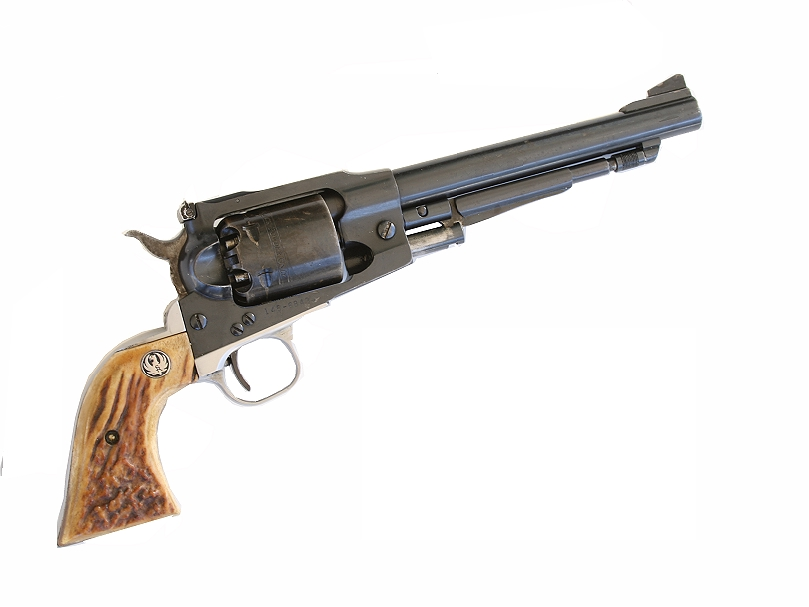
Um Ruger Old Army

O Ruger Old Army é um revólver a percussão de pólvora negra, lançado em 1972 pela Sturm, Ruger, que se manteve em produção até 2008. Esse modelo tinha variantes com cano de 5,5 e 7,5 polegadas.